# Outlaw Man
"Outlaw Man"는 데이비드 블루가 작사하고 미국의 록 밴드인 이글스가 녹음한 노래이다. 글렌 프레이가 메인 보컬을 맡았으며, 다른 멤버들은 "Woman don't try to love me don't try to understand. The life upon the road is a life of an outlaw man" 부분에서 화음을 넣는다. 밴드의 두번째 앨범인 Desperado에서 나온 두 번째 싱글이다.

## 세션 구성
- 글렌 프레이: 리드 보컬, 어쿠스틱 기타, 피아노
- 버니 리던: 화음, 리드 기타
- 랜디 마이즈너: 베이스 기타, 화음
- 돈 헨리: 백 보컬, 드럼